# Матвіїв Семен Кузьмич
Семен Кузьмич Матвєєв (1878 — ?) — селянський депутат Державної думи Російської імперії II скликання від Подільської губернії.

## Біографія

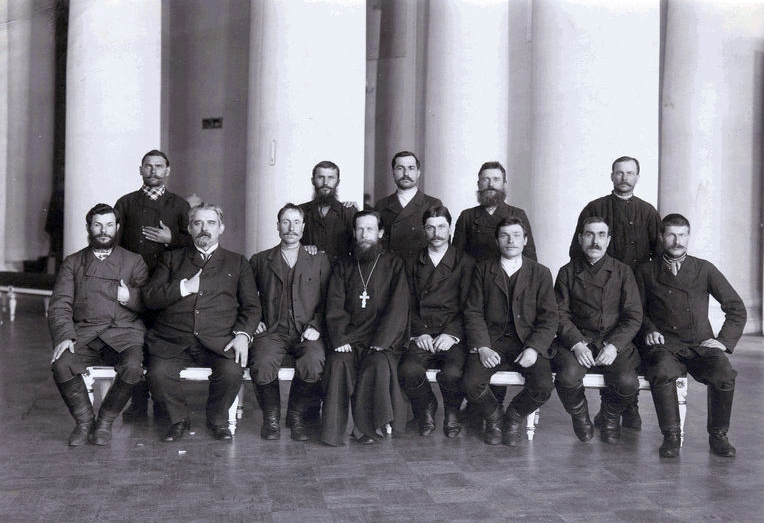
Депутати Державної думи II скликання від Подільської губернії. Стоять: Соловей А. А., Невідомий-1, Невідомий-2, Мороз П. С., Туперко С. Т.; сидять: Семенов А. І., Лісовський В. К., Дидурик А. І., Гриневич А. І., Рогожа П. М., Матвіїв С. К., Зубченко П. С., Дубоніс Т. Ф.

Українець, православний, селянин села Калітинецької Дахнівки Проскурівського повіту. Початкову освіту здобув удома. Мав земельний наділ і займався землеробством.
У лютому 1907 року був обраний до II Державної думи від Подільської губернії. Входив до Трудової групи та фракції Селянського союзу, а також до Української громади. Активної участі у роботі Думи не брав. Доля після розпуску II Думи невідома.